# Pseudoleuretra bokermanni
Pseudoleuretra bokermanni är en skalbaggsart som beskrevs av Martinez och D'andretta 1956. Pseudoleuretra bokermanni ingår i släktet Pseudoleuretra och familjen Melolonthidae. Inga underarter finns listade i Catalogue of Life.